# Кавая
Кавая (на албански: Kavajë или Kavaja, на италиански: Cavaia) е град в Западна Албания. Координатите на града са 41° 20' с. ш., и 19° 56' и. д., а надморската височина, на която се намира, е 8 м. Според данните за населението от 2003 г. в града живеят 28 200 души, което го прави десетия по големина град в страната.
Градът е главен административен център на Окръг Кавая. Площта на Окръг Кавая е 393 км² и в него живеят 78 415 по данни от 2001 г. 95% от населението са мюсюлмани.
По време на вълненията през 1997 г. Кавая остава единственото мирно място в Албания.